# Salomon Adler

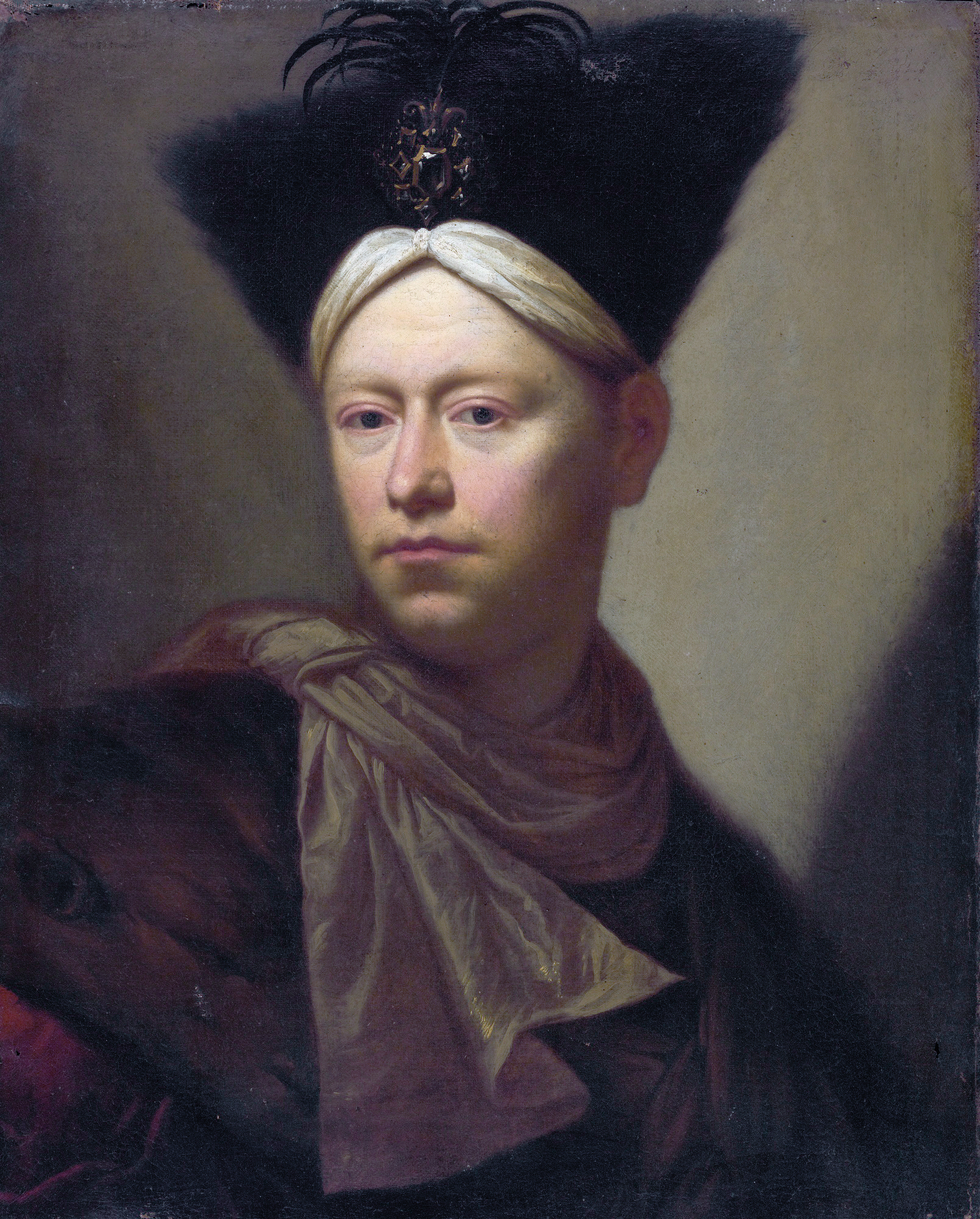
Autorretrato

Salomon Adler (Danzigue, antes de 3 de Março de 1630 - Milão, 1709) foi um pintor alemão do período barroco, activo em Milão e Bérgamo como retratista. Foi o mentor de Fra Galgario. 
Segundo documentação da época, Adler foi um dos primeiros pintores judeus na Europa pós-medieval, dos quais poucos documentos e referências se tem.